# Jozef Kalina
Jozef Kalina (Bratislava, 22 novembre 1924 – Bratislava, 21 aprile 1986) è stato un cestista cecoslovacco.

## Carriera
Con la Cecoslovacchia è stato convocato per le Olimpiadi 1948, classificandosi all'8º posto finale.